# Boris Gamanov
Boris Gamanov (* 19. Oktober 1986 in Riga, Lettische Sozialistische Sowjetrepublik, Sowjetunion) ist ein deutscher Politiker (AfD). Er zog über den zweiten Platz der Landesliste der AfD Saarland in den 21. Deutschen Bundestag ein.

## Leben
2004 machte Gamanov seinen Realschulabschluss. 2008 schloss er seine Ausbildung zum Kaufmann im Groß- und Außenhandel ab. Seit 2021 ist er Geprüfter Wirtschaftsfachwirt.
Von 2006 bis 2012 war er selbstständiger Unternehmer in den Bereichen Bau, Handel, Produktion. 2014 bis 2025 war er Filialleiter in der Gastronomie.

### Politik
Seit 2016 ist er Mitglied der AfD. 2017 bis 2021 war er Schatzmeister und Mitgliedsbeauftragter des AfD-Kreisverbandes Saarbrücken Stadt und von 2019 bis 2024 Stadtverordneter Stadtrat in Saarbrücken.
Des Weiteren ist er Beisitzer im Landesvorstand der AfD Saarland, stellvertretender Kreisvorsitzender des AfD-Kreisverbands Saarbrücken-Stadt und Social Media Manager Landesverband Saarland.